# Cooperativa Autotrasporti Pratese
La Cooperativa Autotrasporti Pratese (CAP o anche CAP Soc. Cooperativa) è una società multibusiness, nata a Prato nel 1945 e operante, tramite diverse società e marchi, nei settori del Turismo, della manutenzione grandi flotte, dei trasporti persone e dell'immobiliare. CAP conta oltre 130 soci attivi, 3 agenzie viaggio, 1 tour operator, 1 hotel, 11 officine e diverse decine di autobus da noleggio e mezzi per il soccorso stradale.
Dal 2021 è subentrata Autolinee Toscane.

## Storia
L'azienda venne fondata il 15 marzo 1945 a Prato su iniziativa dell'allora Sindaco di Prato Dino Saccenti e dell'imprenditore pratese Alfredo Menichetti, che mirava a far ripartire il sistema di produzione tessile del distretto industriale. La società nasce quale cooperativa di produzione e lavoro e si sviluppa negli anni Cinquanta e Sessanta allargando la propria base sociale progressivamente fino a 300 soci lavoratori e il proprio raggio di azione dal territorio del Comune di Prato a quello dell’attuale provincia di Prato e Firenze.
Dagli anni Sessanta prende avvio l’attività nel settore turistico con autobus di gran turismo e con la nascita della prima agenzia di viaggi: la Cap Express. Nel corso degli anni Settanta la Cap, in controtendenza rispetto alla dilagante municipalizzazione delle aziende di TPL, allarga ulteriormente il suo bacino di azione acquistando linee da altri operatori e sviluppando ulteriormente la propria rete nella provincia di Prato, difendendo però gelosamente la propria caratteristica di società cooperativa totalmente privata. Negli anni Ottanta e Novanta rafforza la propria presenza nel settore turistico con la creazione del primo tour operator per dimensioni della Toscana, Cap Viaggi Srl,  e con l’acquisto dell'Hotel Raffaello di Firenze.
Negli anni Novanta, dopo l’avvio della riforma del TPL con il Decreto Legislativo 422, la Cap inizia a coltivare una serie di alleanze con le altre società di trasporto pubblico della Toscana nell'ambito delle quali dà vita nel 1998 alla costituzione della prima società a capitale misto pubblico privato Li-nea spa di Firenze in partnership con l’azienda di trasporto pubblico fiorentino Ataf Spa.  Dalla fine degli anni Novanta la cooperativa, in partnership con la storica rivale F.lli Lazzi Spa, partecipa con successo alle gare per la parziale privatizzazione delle società ex municipalizzate CLAP di Lucca, CPT di Pisa, ATL di Livorno, Copit di Pistoia, ATN di Carrara.
Dal 2005, in seguito alla decisione della regione di assegnare il trasporto pubblico locale ad un unico gestore per ciascuno dei 14 lotti istituiti, partecipa ai seguenti consorzi:
- Autolinee Chianti Valdarno s.c.a.r.l.
- Autolinee Mugello Valdisieve s.c.a.r.l.
- CAP s.c.a.r.l.
- Piùbus s.c.a.r.l.

Nel 2006 viene costituita la società CTT srl, a capitale paritetico fra soci pubblici e privati (CAP e Lazzi da un lato e CLAP, Copit, CPT e ATL dall’altro) dove vengono concentrati i servizi amministrativi, informatici, degli acquisti e commerciali per conto dei soci. Questa esperienza diviene propedeutica alla vera e propria fusione delle aziende sopra menzionate che si realizza a fine anno 2012 con la nascita della CTT Nord.
Nel 2012 partecipò insieme a Busitalia e ad Autoguidovie alla gara per la privatizzazione di Ataf. La società detiene il 25% di ATAF gestioni Srl.
Dal 1º novembre 2021 la gestione del trasporto pubblico urbano è passato alla multinazionale RATP, tramite la controllata Autolinee Toscane, risultante vincitrice di un precedente appalto indetto dalla Regione Toscana.

## La CAP oggi
A seguito della perdita del servizio di trasporto pubblico con il passaggio al nuovo gestore unico regionale, CAP si è concentrata sui suoi business più prettamente a mercato.

### Il Turismo

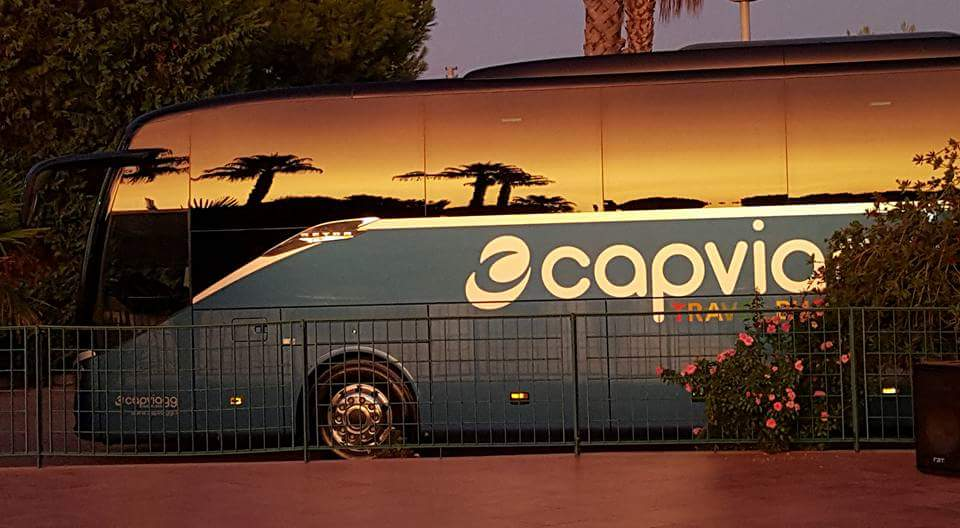
Un tramonto visto attraverso un bus Capviaggi

Il settore turistico consta di due realtà imprenditoriali: il marchio prodotto Capviaggi e la società Cap Hotel.
Sotto il marchio Capviaggi sono riunite tutte le attività di tour operator, agenzia viaggi, noleggio autobus con conducente ed organizzazione eventi. Il tour operator lavora unicamente alla realizzazione e vendita del proprio catalogo viaggi, affiancando allo storico servizio di viaggio condiviso in autobus anche nuove esperienze a medio lungo raggio in aereo.
Cap Hotel, invece, è la società che gestisce l'Hotel Raffaello di Firenze.

### La Manutenzione grandi flotte

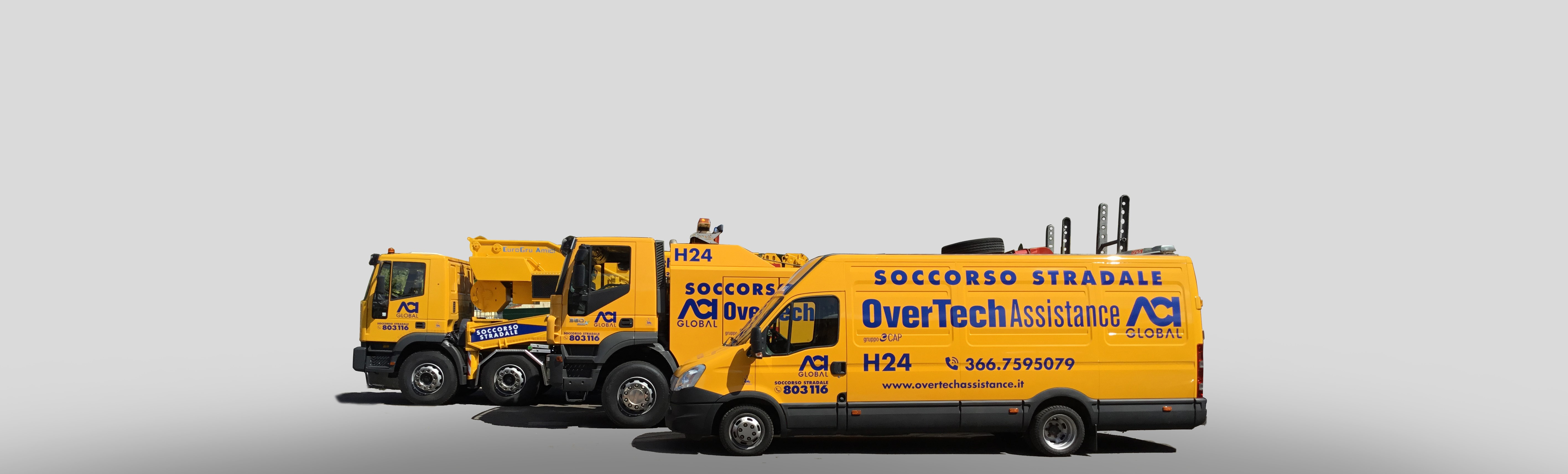
Alcuni mezzi di soccorso stradale

Ad inizio anni 2000, quando tutte le aziende di trasporto pubblico hanno iniziato ad appaltare esternamente i servizi di manutenzione delle proprie flotte, CAP ha deciso di investire nelle proprie risorse e rendere questo settore un asset del proprio business. Grazie ad accordi commerciali con le principali case costruttrici mondiali, CAP oggi può gestire circa 800 bus nelle sue 11 officine dislocate nel territorio toscano. CAP si è lanciata anche nel settore del soccorso stradale, tramite Over Tech Assistance grazie anche agli accordi stipulati con ACI e Autostrade.

### I Trasporti

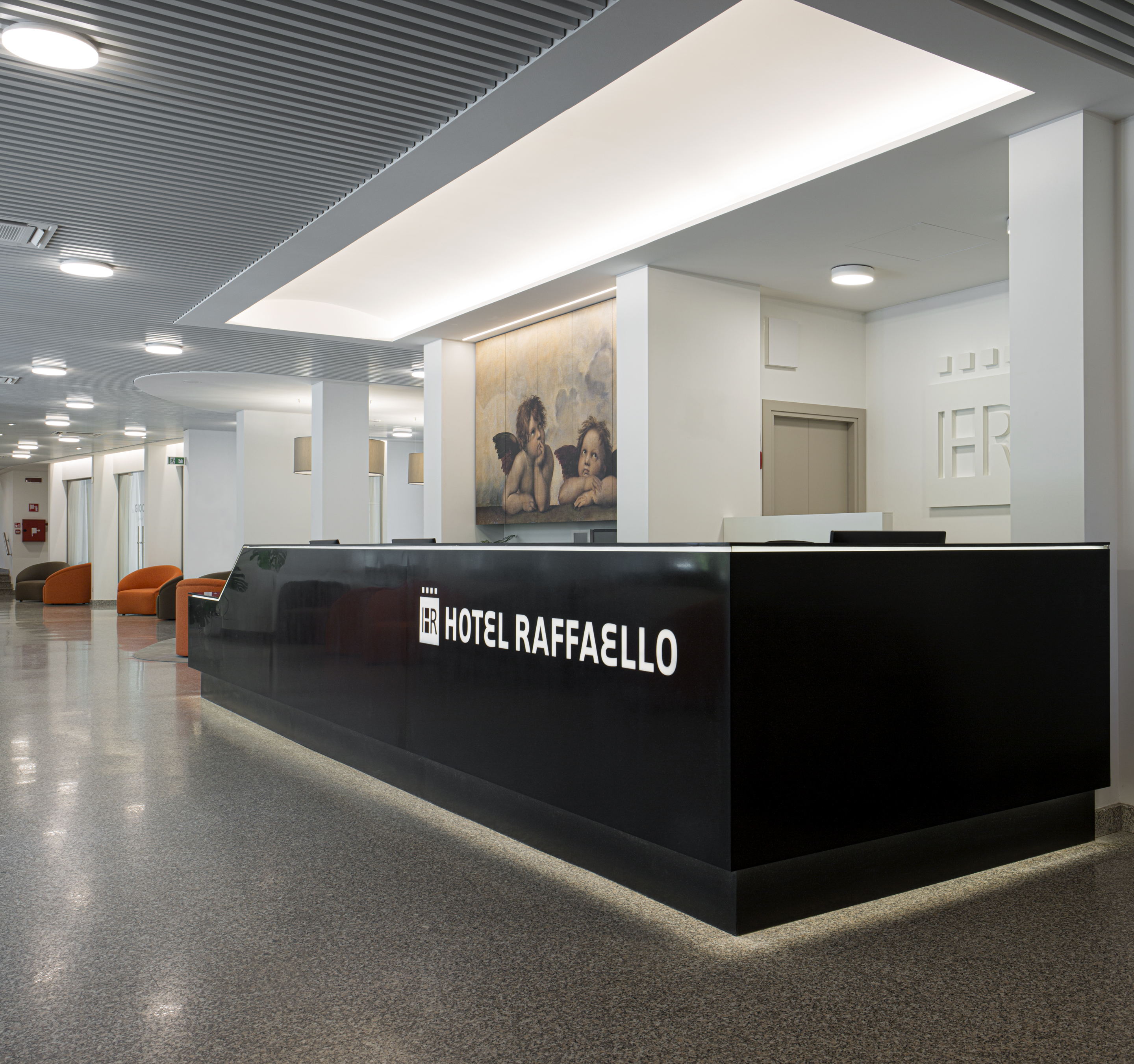
La hall dell'Hotel Raffaello di Firenze

CAP ha iniziato a gestire alcune linee di trasporto pubblico per conto del gestore unico e ha esteso la propria influenza anche ad altre province toscane.

### L'Immobiliare
L'ultimo intervento realizzato è il cosiddetto Borgo Romito, dove ha costruito e venduto 4 lotti di appartamenti in corrispondenza di quello che era il vecchio deposito autobus e ove è previsto un ulteriore intervento per la realizzazione della nuova sede aziendale.